# インク (Plastic Treeのアルバム)
『インク』は、Plastic Treeの通算12枚目のオリジナルアルバム。2012年12月12日発売。発売元はビクターエンタテインメント。

## 概要
前作『アンモナイト』から約1年8か月ぶりのリリース。メジャーデビュー15周年"樹念"アルバム。
完全生産限定盤、初回限定盤、通常盤の3タイプ発売。完全限定生産盤、初回限定盤には、Plastic Treeのメジャー1枚目のアルバム『Hide and Seek』の完全再構築（セルフカバー）版である『Hide and Seek (Rebuild)』が付属している。
完全限定生産盤にのみ、DVD『青の運命線 最終公演：テント③ 於 日本武道館・前編』、DVD『青の運命線 最終公演：テント③ 於 日本武道館・後編』付。

## 収録曲

### 通常盤
1. ロールシャッハ(左) [1:08]
  - 作詞・作曲：有村竜太朗、編曲：Plastic Tree
2. インク [5:24]
  - 作詞：有村竜太朗・長谷川正、作曲：長谷川正、編曲：Plastic Tree
3. くちづけ [4:41]
  - 作詞：有村竜太朗、作曲：長谷川正、編曲：Plastic Tree

32ndシングル。
4. ピアノブラック [6:21]
  - 作詞：有村竜太朗、作曲：ナカヤマアキラ、編曲：Plastic Tree

MVが制作されている。PVは本アルバムには付属しておらず、後発の映像作品「青の運命線 最終公演：テント③ 於 日本武道館」に収録された。
5. あバンギャルど [4:07]
  - 作詞・作曲：ナカヤマアキラ、編曲：Plastic Tree
6. ライフ・イズ・ビューティフル [4:23]
  - 作詞・作曲：有村竜太朗、編曲：Plastic Tree
7. 君はカナリヤ [5:52]
  - 作詞：佐藤ケンケン、作曲：ナカヤマアキラ、編曲：Plastic Tree
8. 静脈 [5:12]
  - 作詞：有村竜太朗、作曲：長谷川正、編曲：Plastic Tree

31stシングル。ギターソロがシングル版と異なる。
9. てふてふ [5:32]
  - 作詞・作曲：長谷川正、編曲：Plastic Tree
10. シオン [4:51]
  - 作詞・作曲：有村竜太朗、編曲：Plastic Tree

33rdシングル。曲の導入部に子供の声が追加されており、ギターソロもシングル版と異なる。
日本テレビ系『今夜くらべてみました』2012年9月度エンディングテーマ
11. 218小節、かくも長き不在。 [12:31]
  - 作曲・編曲：Plastic Tree

インストゥルメンタル曲。通常盤にのみ収録。
12. ロールシャッハ(右) [1:19]
  - 作詞・作曲：有村竜太朗、編曲：Plastic Tree

### 完全生産限定盤、初回限定盤
CD 1「インク」
1. ロールシャッハ(左) [1:08]
2. インク [5:24]
3. くちづけ [4:41]
4. ピアノブラック [6:21]
5. あバンギャルど [4:07]
6. ライフ・イズ・ビューティフル [4:23]
7. 君はカナリヤ [5:52]
8. 静脈 [5:12]
9. てふてふ [5:32]
10. シオン [4:51]
11. 96小節、長き不在 [5:20]
  - 作曲・編曲：Plastic Tree

インストゥルメンタル曲。完全限定生産盤、初回限定盤のみに収録。
12. ロールシャッハ(右) [1:19]

CD 2「Hide and Seek (Rebuild)」
DVD（完全生産限定盤のみ）
1. 青の運命線 最終公演：テント③ 於 日本武道館・前編
2. 青の運命線 最終公演：テント③ 於 日本武道館・後編

## Hide and Seek (Rebuild)
1997年にリリースされた、Plastic Treeのメジャー1stアルバム「Hide and Seek」の完全再構築版。「インク」の完全生産限定盤、初回限定盤のみに付属した。

### 収録曲
1. 痛い青 (Rebuild) [6:04]
  - 作詞：有村竜太朗、作曲：長谷川正、編曲：Plastic Tree

31stシングル「静脈」のカップリング曲。
2. エーテルノート (Rebuild) [4:44]
  - 作詞：有村竜太朗、作曲：長谷川正、編曲：Plastic Tree

33rdシングル「シオン」のカップリング曲。
3. 割れた窓 (Rebuild) [3:35]
  - 作詞：有村竜太朗、作曲：長谷川正、編曲：Plastic Tree
4. クローゼットチャイルド (Rebuild) [4:08]
  - 作詞：有村竜太朗、作曲：長谷川正、編曲：Plastic Tree

32ndシングル「くちづけ」のカップリング曲。
5. スノーフラワー (Rebuild) [5:56]
  - 作詞：有村竜太朗、作曲：長谷川正、編曲：Plastic Tree
6. Hide and Seek　#3 [5:52]
  - 作詞：有村竜太朗、作曲：長谷川正、編曲：Plastic Tree
7. トランスオレンジ (Rebuild) [5:00]
  - 作詞：有村竜太朗、作曲：長谷川正、編曲：Plastic Tree

32ndシングル「くちづけ」のカップリング曲。
8. まひるの月 (Rebuild) [4:30]
  - 作詞：有村竜太朗、作曲：長谷川正、編曲：Plastic Tree

33rdシングル「シオン」のカップリング曲。
9. 水葬。 (Rebuild) [6:07]
  - 作詞：有村竜太朗、作曲：長谷川正、編曲：Plastic Tree
10. ねじまきノイローゼ (Rebuild) [2:58]
  - 作詞：有村竜太朗、作曲：長谷川正、編曲：Plastic Tree
11. Hide and Seek #4 [4:16]
  - 作詞：有村竜太朗、作曲：長谷川正、編曲：Plastic Tree